# Mosisbruch

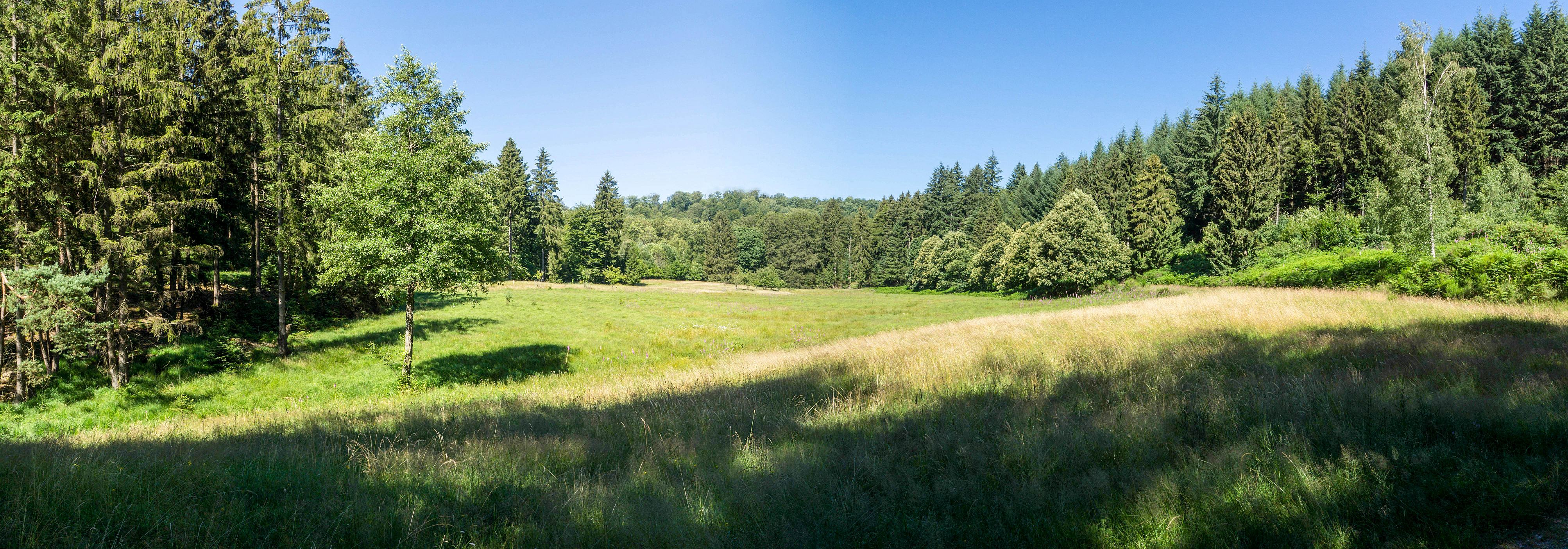
Wiesen im Mosisbruch

Das Mosisbruch am oberen Ende eines Hochtals in der Frankenweide im zentralen Pfälzerwald ist das morastige Quellgebiet eines rechten Wellbach-Zuflusses, des Bachs vom Saukopf, der nahe dem oberen Talschluss auf 450 m Höhe entspringt. Das Tal ist eingeschnitten in die Südostflanke des 610 m hohen Mosisbergs. Es verläuft in ostsüdöstlicher Richtung wie der entwässernde Bach, der knapp 800 m lang ist. Das geringe Gefälle des Bachs auf dem ersten Drittel seines Laufs ist für die Ausbildung des morastigen Bodens ursächlich.
Etwa 280 m unterhalb der Quelle hat auf 441 m Höhe (⊙) ein kleiner Woog von etwa 40 m Länge überdauert, der früher zur Trift von Scheitholz diente und über dessen Staudamm ein Waldweg führt. Trift wurde durch den Umstand ermöglicht, dass der Bach ab dem Woog ein viel stärkeres Gefälle aufweist, nämlich 80 m auf 500 m Strecke.
Ganz in der Nähe des Woogs steht am Nordrand des Mosisbruchs und links über dem Bach auf 451 m Höhe (⊙) der Ritterstein 78, der den Standort eines abgegangenen Waldbauernhofs markiert.